# Alex Karmo
Alexander Began Karmo (née le 12 octobre 1989) est un footballeur international Libérien, qui évolue au poste de défenseur.

## Biographie
Alex Karmo reçoit trois sélections en équipe du Liberia.
Il joue son premier match en équipe nationale le 9 octobre 2010, contre le Mali, lors des éliminatoires de la Coupe d'Afrique des nations 2012 (défaite 2-1). Il joue ensuite le 27 mai 2013, un match amical contre l'Irak (victoire 0-1). Il reçoit sa dernière sélection le 16 juin 2013, contre le Sénégal, dans le cadre des éliminatoires du mondial 2014 (défaite 0-2).